# Gov.cz
gov.cz je jednotná internetová doména státní správy České republiky, jejím držitelem je Digitální a informační agentura (předtím do roku 2024 Ministerstvo vnitra České republiky). Na základě rozhodnutí vlády z roku 2023 by postupně ústřední orgány státní správy a jejich podřízené organizace měly na tuto jednotnou státní doménu 2. řádu své weby a e-mailové adresy migrovat do roku 2025, přičemž 90 % viditelných informačních systémů ústředních orgánů státní správy by mělo dokončit migraci již v roce 2024.
Současné domény státní správy (např. mpsv.cz nebo vlada.cz) budou v rámci přechodného období do roku 2030 přesměrovány na nové subdomény pod gov.cz. Některé z těchto stávajících domén jako např. policie.cz zůstanou ve vlastnictví České republiky na neurčito.

## Historie
Stát zaregistroval doménu gov.cz v prosinci 2001, využívána měla být tehdy jako jednotná doména státní správy. V létě 2002 proto vydal Úřad pro veřejné informační systémy (ÚVIS) Standard pro tvorbu doménových jmen ve veřejné správě. Tento dokument však byl i s úřadem počátkem roku 2003 zrušen, neboť ÚVIS byl nahrazen nově vzniklým Ministerstvem informatiky, které v následujících letech využívalo doménu gov.cz jako portál veřejné správy v podobě nástěnky s výběrem informací. Ministerstvo informatiky v lednu 2006 vydalo Metodický pokyn pro tvorbu a přidělování doménových jmen třetí úrovně v doméně gov.cz, ovšem vzhledem k jeho doporučujícímu charakteru většina státních orgánů tuto doménu v dalších letech nepoužívala. Jednou z výjimek byla Státní zemědělská a potravinářská inspekce, která doménu gov.cz využívala nejpozději od roku 2003, v roce 2016 začal fungovat na této doméně Registr smluv a od roku 2021 na ní začal působit také Úřad průmyslového vlastnictví.
Bezpečnostní rada státu v dubnu 2022 v návaznosti na hackerské útoky a obecnou snahu posílit kybernetickou bezpečnost státních institucí vzala na vědomí a uložila Národnímu úřadu pro kybernetickou a informační bezpečnost rozpracovat Projekt BIVOJ, jehož součástí byl i návrh na zavedení jednotné domény gov.cz. Na základě širokého konsenzu zástupců ústředních orgánů státní správy na pracovní úrovni a politické vůle zahájil Odbor kabinetu digitalizace na Úřadu vlády České republiky ve spolupráci s Národním úřadem pro kybernetickou a informační bezpečnost práce na zavedení jednotné státní domény gov.cz. V lednu 2023 tak byl vládě na návrh místopředsedy vlády pro digitalizaci Ivana Bartoše předložen záměr migrace na jednotnou státní doménu gov.cz a vytvoření jednotného vizuálního stylu ústředních orgánů státní správy, kterýžto materiál vláda Petra Fialy schválila svým usnesením. Schválením záměru tak byly zahájeny práce na sestavení jednotných procesních, sémiotických, bezpečnostních a provozních pravidel pro jednotnou státní doménu gov.cz a harmonogramu migrace webových stránek a e-mailových adres zaměstnanců ústředních orgánů státní správy a jejich podřízených organizací. Harmonogram migrace na jednotnou doménu gov.cz a sjednocená pravidla byly schváleny vládou usnesením v srpnu 2023.
Cílem migrace na doménu gov.cz je navýšení uživatelské přívětivosti, transparentnosti a kybernetické bezpečnosti pro uživatele (občany). Migraci doprovází jednotný design obsahující modrobílý státní znak.
Jedním z prvních orgánů, které nově začaly využívat doménu gov.cz, se již v červenci 2023 stala Rada pro rozhlasové a televizní vysílání. Jako první ministerstvo migrovalo své hlavní domény v říjnu 2023 Ministerstvo pro místní rozvoj.

## Uživatelé domény

### Státní orgány
- Agentura ochrany přírody a krajiny – aopk.gov.cz
- BESIP – besip.gov.cz
- Celní správa – celnisprava.gov.cz
- Česká geologická služba – cgs.gov.cz
- Český báňský úřad – cbu.gov.cz
- Český statistický úřad – csu.gov.cz
- Český telekomunikační úřad – ctu.gov.cz
- Český úřad zeměměřický a katastrální – cuzk.gov.cz
- CzechInvest – czechinvest.gov.cz
- Digitální a informační agentura – dia.gov.cz
- Dopravní a energetický stavební úřad – desu.gov.cz
- Drážní inspekce – di.gov.cz
- Drážní úřad – du.gov.cz
- Energetický regulační úřad – eru.gov.cz
- Finanční analytický úřad  – fau.gov.cz
- Finanční správa – financnisprava.gov.cz
- Generální inspekce bezpečnostních sborů – gibs.gov.cz
- Hasičský záchranný sbor – hzscr.gov.cz
- Ministerstvo dopravy – md.gov.cz
- Ministerstvo kultury – mk.gov.cz
- Ministerstvo obrany – mo.gov.cz
- Ministerstvo pro místní rozvoj – mmr.gov.cz
- Ministerstvo průmyslu a obchodu – mpo.gov.cz
- Ministerstvo spravedlnosti – msp.gov.cz
- Ministerstvo školství, mládeže a tělovýchovy – msmt.gov.cz
- Ministerstvo vnitra – mv.gov.cz
- Ministerstvo zahraničních věcí – mzv.gov.cz
- Ministerstvo zdravotnictví – mzd.gov.cz
- Ministerstvo zemědělství – mze.gov.cz
- Ministerstvo životního prostředí – mzp.gov.cz
- Národní bezpečnostní úřad – nbu.gov.cz
- Národní sportovní agentura – nsa.gov.cz
- Národní úřad pro kybernetickou a informační bezpečnost – nukib.gov.cz
- OLYMP Centrum sportu Ministerstva vnitra – olymp.gov.cz
- Policie – policie.gov.cz
- Rada pro rozhlasové a televizní vysílání – rrtv.gov.cz
- Ředitelství vodních cest – rvc.gov.cz
- Správa státních hmotných rezerv – sshr.gov.cz
- Státní fond dopravní infrastruktury – sfdi.gov.cz
- Státní plavební správa – sps.gov.cz
- Státní úřad pro jadernou bezpečnost – sujb.gov.cz
- Státní zemědělská a potravinářská inspekce – szpi.gov.cz
- Úřad pro civilní letectví – caa.gov.cz
- Úřad pro dohled nad hospodařením politických stran a politických hnutí – udh.gov.cz
- Úřad pro ochranu hospodářské soutěže – uohs.gov.cz
- Úřad pro ochranu osobních údajů – uoou.gov.cz
- Úřad průmyslového vlastnictví – upv.gov.cz
- Úřad vlády – vlada.gov.cz
- Vojenské zpravodajství – vzcr.gov.cz

### Příklady internetových aplikací, webů a informačních systémů
- Rozcestník veřejné správy – gov.cz
- Portál občana – obcan.portal.gov.cz
- ODok Portál – odok.gov.cz
- Architektura eGovernmentu ČR – archi.gov.cz
- Covid portál – covid.gov.cz
- Portál otevřených dat České republiky – data.gov.cz
- eDoklady – edoklady.gov.cz
- Portál pro cizince – frs.gov.cz
- Integrovaný regionální operační program – irop.gov.cz
- Informační systém pro aproximaci práva – isap.gov.cz
- Otevřená data – data.gov.cz, opendata.gov.cz
- Registr smluv – smlouvy.gov.cz
- Centrální evidence vodních toků – voda.gov.cz
- Administrativní registr ekonomických subjektů – ares.gov.cz
- Projekty e-Sbírka a e-Legislativa – zakony.gov.cz
- Tripartita – tripartita.gov.cz
- Výzkum a vývoj v ČR – vyzkum.gov.cz
- Portál Identity občana – identita.gov.cz
- Mýtný portál – myto.gov.cz
- Dopravní informace – dopravniinfo.gov.cz